# Asian Da Brat
Misharron Jamesha Allen, née le 7 décembre 1996 à Dallas au Texas est une rappeuse américaine connue professionnellement sous le nom de Asian Da Brat (anciennement connue sous le nom de Asian Doll). À l'âge de 21 ans, Allen est devenue la première femme à signer un contrat avec 1017 Eskimo Records de Gucci Mane depuis sa création en 2010. 
Sa carrière a débuté avec la sortie de Da Rise of Barbie Doll Gang Empire le 16 décembre 2015 et le public a beaucoup attiré l'attention sur les médias sociaux. Drippin in Glo (2016), Project Princess Vol. 1 (2016), Outtaspace (2017), Kill Bill, vol. 1 (2017) Doll SZN, sa huitième publication de mixtape Unfuccwitable (3 mai 2019),. 
Asian Da Brat fait partie de la nouvelle génération de jeunes rappeuses comme Nicki Minaj dans le rap game. Une série de rappeurs ont repris le surnom de « Doll » qui peut faire référence au personnage de la poupée Barbie développé par Minaj. Elle a fait des feats avec PnB Rock, Rico Nasty, Smokepurpp et Bhad Bhabie. 
Pour tenter de se distinguer d'un groupe de rappeuses utilisant le nom de scène Doll, Allen a officiellement changé de nom en 2019. Le nom Asian Da Brat était supposé faire référence à la rappeuse vétéran basée à Atlanta, Shawntae Harris, mieux connue sous le nom de Da Brat, dont l'album studio Funkdafied en 1994 était le premier disque certifié platine par une rappeuse. Dans une interview accordée à Hot97 en avril 2019, Allen expliqua que Da Brat était une référence à la marque de jouets pour enfants connue sous le nom de poupées Bratz. 
Au cours des quatre dernières années, Allen a publié huit mixtapes dans le but de mieux faire connaître les voix dominantes de la femme hip hop.

## Discographie
- Da Rise of Barbie Doll Gang Empire (2015)
- Drippin in Glo (2016)
- Project Princess, Vol. 1 (2016)
- Outtaspace (2017)
- Kill Bill, Vol. 1 (2017)
- Doll Szn (2018)
- So Icy Princess (2018)
- Unfuccwitable (2019)
- Fight Night (2019)
- Doll Szn Reloaded (2020)
- Let's Do a Drill (2022)
- Let's Do a Drill 2 (2023)
- Da Hardest Doll (2024)